# Aues Gonibow
Aues Muajedowicz Gonibow (ros. Ауэс Муаедович Гонибов; ur. 3 marca 2001) – rosyjski zapaśnik czerkieskiego pochodzenia, walczący w stylu klasycznym. Brązowy medalista mistrzostw świata w 2023 roku.
Mistrz Europy kadetów 2017. Rok później na imprezie tej samej rangi zdobył brązowy medal, a w 2019 był drugi na mistrzostwach Rosji juniorów. Srebrny medalista mistrzostw świata juniorów 2019. W 2020 zdobył tytuł mistrza Rosji juniorów. Dwukrotny mistrz Rosji U23 (2021, 2022). Trzeci na mistrzostwach Rosji 2022 i pierwszy w 2023 roku.
Jego trenerem jest Ołeg Szokałow.